# 스타니슬라스
루이 스타니슬라스 르누(프랑스어: Louis Stanislas Renoult, 1972년 5월 29일~) 예명 스타니슬라스(프랑스어: Stanislas)는 프랑스의 가수이다.